# سوفی وینکلمن
سوفی وینکلمن (انگلیسی: Sophie Winkleman؛ زادهٔ ۵ اوت ۱۹۸۰) بازیگر و خواننده اهل بریتانیا است. وی از سال ۲۰۰۲ میلادی تاکنون مشغول فعالیت بوده‌است.
از فیلم‌ها یا برنامه‌های تلویزیونی که وی در آن نقش داشته است، می‌توان به سرگذشت نارنیا: شیر، کمد و جادوگر و سَـندیتون اشاره کرد.